# 柳谷素霊
栁谷 素霊（やなぎや それい、1906年11月6日 - 1959年2月20日）は、日本の鍼灸師（医学博士）である。籍名は清助。享年54（満52歳）。弟子に岡部素道、井上恵理、本間祥白、小野文恵、伊藤瑞鳳、宮入隆博がいる。

## 人物像
1906年（明治39年）11月6日、青森県青森市相馬町に生まれる。幼少期は函館市で過ごし、高等小学校卒業後、音尾正衛が校長を務める日本鍼灸専門学院に入学し、翌年1923年（大正12年）、鍼・灸術資格試験に合格。1927年（昭和2年）、日本大学法文学部宗教科に入学。素霊鍼灸塾（現・東洋鍼灸専門学校）を創設する。素霊と号す。1931年（昭和6年）、東京鍼灸医学研究所を結成、機関誌『東京鍼灸医学誌』を発行する。1934年（昭和9年）、日本漢方医学会を結成。1934年（昭和10年）日本高等鍼灸学院を創設。1937年（昭和12年）拓殖大学漢方医学講座が始まり講師となる。1938年（昭和13年）、雑誌『蓬松』を刊行。医道の日本社を創設。東亜医学協会の理事となる。1940年（昭和15年）に古典に還れをスローガンに岡部素道、井上恵理らと古典鍼灸研究会を創設。1943年（昭和18年）、日本鍼灸医学研究所を結成。顧問となる。所長に駒井一雄医師、副所長に竹山晋一郎、主任に本間祥白を迎え、弟子である岡部素道に（霊枢）、井上恵理に（難経）、小野文恵に（鍼灸重宝記）を研究するように命じた。「日本鍼灸医学術」発刊、全８巻。1955年（昭和30年）、フランス国際鍼灸会の招聘により渡欧、フランス、ベルギー、西ドイツの学会で日本の古典鍼灸術を紹介。フランス、パリ鍼学会顧問に就任。1957年（昭和32年）、東洋鍼灸専門学校を創設、初代校長に就任。1959年（昭和34年）2月20日に東京逓信病院にて、永眠。享年54（満52歳）。墓所は小平霊園(32-12-21)。